# Ян Туре Саннер
Ян Туре Саннер (норв. Jan Tore Sanner) — норвезький політик, член Консервативної партії, міністр місцевого самоврядування та модернізації (з 2013 по 2018 рік). З 2018 року очолює Міністерство освіти.

## Життєпис

### Раннє життя та освіта
Туре Саннер народився 6 травня 1965 в комуні Берум у сім'ї біохіміка Туре Саннера та місцевого політика Ніндзі Саннер. Здобуав середню освіту в Надереді у в 1984 році. Саннер має освіту в області маркетингу та ринкової економіки.

### Політична кар'єра
На місцевому рівні він був заступником члена муніципальної ради міста Берум з 1983 по 1989 роки. У 1993 був обраний у парламент Норвегії. Раніше працював заступником у період 1989—1993 рр.
У консервативній партії він був членом центральної партійної ради з 1988 по 1994 роки, першим заступником керівника регіонального відділення з 2001 по 2005 рр. Він був другим заступником керівника загальнонаціональної партії з 2004 по 2008 рр., а в 2008 р. став першим заступником керівника.
У результаті парламентських виборів восени 2013 року Саннер займає посаду міністра місцевого самоврядування та модернізації у коаліційному уряді на чолі з прем'єр-міністром Ерною Солберг. У 2018 році він став міністром освіти у кабінеті реорганізації.